# Murat Şatin
Murat Şatin (Innsbruck, 30 agosto 1996) è un calciatore austriaco, centrocampista del Grazer AK.

## Caratteristiche tecniche
È un trequartista.

## Carriera
Inizia la propria carriera nell'Hacettepe, fra il 2015 ed il 2017 gioca 55 incontri in terza divisione turca prima di fare ritorno in Austria al Wacker Innsbruck; nel 2018 ottiene la promozione in Bundesliga dove debutta il 9 dicembre contro l'Hartberg. Retrocesso al termine della stagione, gioca un'ulteriore stagione con il club neroverde per poi trasferirsi al neopromosso Ried.

## Statistiche
Statistiche aggiornate al 24 aprile 2021.

### Presenze e reti nei club
| Stagione        | Squadra             | Campionato      | Campionato | Campionato | Coppe nazionali | Coppe nazionali | Coppe nazionali | Coppe continentali | Coppe continentali | Coppe continentali | Altre coppe | Altre coppe | Altre coppe | Totale | Totale | Totale |
| Stagione        | Squadra             | Comp            | Pres       | Reti       | Comp            | Pres            | Reti            | Comp               | Pres               | Reti               | Comp        | Pres        | Reti        | Pres   | Reti   |        |
| --------------- | ------------------- | --------------- | ---------- | ---------- | --------------- | --------------- | --------------- | ------------------ | ------------------ | ------------------ | ----------- | ----------- | ----------- | ------ | ------ | ------ |
| 2014-2015       | Hacettepe           | 2L              | 12         | 0          | CT              | 0               | 0               |                    | -                  | -                  |             | -           | -           | 12     | 0      |        |
| 2015-2016       | Hacettepe           | 2L              | 31         | 0          | CT              | 1               | 0               |                    | -                  | -                  |             | -           | -           | 32     | 0      |        |
| 2016-2017       | Hacettepe           | 2L              | 12         | 0          | CT              | 0               | 0               |                    | -                  | -                  |             | -           | -           | 12     | 0      |        |
| 2017-2018       | Wacker Innsbruck II | RL              | 23         | 7          |                 | -               | -               |                    | -                  | -                  |             | -           | -           | 23     | 7      |        |
| 2018-2019       | Wacker Innsbruck II | 1L              | 14         | 1          |                 | -               | -               |                    | -                  | -                  |             | -           | -           | 14     | 1      |        |
| 2017-2018       | Wacker Innsbruck    | 1L              | 6          | 0          | CA              | 0               | 0               |                    | -                  | -                  |             | -           | -           | 6      | 0      |        |
| 2018-2019       | Wacker Innsbruck    | BL              | 13         | 1          | CA              | 0               | 0               |                    | -                  | -                  |             | -           | -           | 13     | 1      |        |
| 2019-2020       | Wacker Innsbruck    | 1L              | 23         | 6          | CA              | 5               | 4               |                    | -                  | -                  |             | -           | -           | 28     | 10     |        |
| 2020-2021       | Ried                | BL              | 12         | 0          | CA              | 1               | 0               |                    | -                  | -                  |             | -           | -           | 13     | 0      |        |
| Totale carriera | Totale carriera     | Totale carriera | 146        | 15         |                 | 7               | 4               |                    | -                  | -                  |             | -           | -           | 153    | 19     |        |

## Palmarès

### Club

#### Competizioni nazionali
- 2. Liga: 1

Grazer AK: 2023-2024